# Dél-Karolina megyéinek listája
Ez a lista Dél-Karolina állam megyéit sorolja fel.

## A lista
| Név                | Megyeszékhely | Alapítása  | Névadó                               | Terület (km²) | Helyjelölő térkép |
| ------------------ | ------------- | ---------- | ------------------------------------ | ------------- | ----------------- |
| Abbeville megye    | Abbeville     | 1785-03-12 | Abbeville                            | 1324          |                   |
| Aiken megye        | Aiken         | 1871       | William Aiken                        | 2798          |                   |
| Allendale megye    | Allendale     | 1919       | Allendale Paul H. Allen              | 1069          |                   |
| Anderson megye     | Anderson      | 1826-12-20 | Robert Anderson                      | 1962          |                   |
| Bamberg megye      | Bamberg       | 1897       | Francis Marion Bamberg               | 1024          |                   |
| Barnwell megye     | Barnwell      | 1800       | John Barnwell (senator)              | 1443          |                   |
| Beaufort megye     | Beaufort      | 1764       | Henry Somerset, 1st Duke of Beaufort | 2390          |                   |
| Berkeley megye     | Moncks Corner | 1882       | William Berkeley                     | 3181          |                   |
| Calhoun megye      | St. Matthews  | 1908       | John C. Calhoun                      | 1016          |                   |
| Charleston megye   | Charleston    | 1769       |                                      | 3517          |                   |
| Cherokee megye     | Gaffney       | 1897       |                                      | 1029          |                   |
| Chester megye      | Chester       | 1785       |                                      | 1518          |                   |
| Chesterfield megye | Chesterfield  | 1798       |                                      | 2087          |                   |
| Clarendon megye    | Manning       | 1855       |                                      | 1802          |                   |
| Colleton megye     | Walterboro    | 1800       | John Colleton báró                   | 2935          |                   |
| Darlington megye   | Darlington    | 1785       |                                      | 1468          |                   |
| Dillon megye       | Dillon        | 1910       |                                      | 1053          |                   |
| Dorchester megye   | St. George    | 1897       | Dorchester                           | 1494          |                   |
| Edgefield megye    | Edgefield     | 1785-03-12 |                                      | 1312          |                   |
| Fairfield megye    | Winnsboro     | 1785       |                                      | 1839          |                   |
| Florence megye     | Florence      | 1888       |                                      | 2082          |                   |
| Georgetown megye   | Georgetown    | 1769       |                                      | 2681          |                   |
| Greenville megye   | Greenville    | 1798       |                                      | 2059          |                   |
| Greenwood megye    | Greenwood     | 1897       |                                      | 1199          |                   |
| Hampton megye      | Hampton       | 1878       |                                      | 1457          |                   |
| Horry megye        | Conway        | 1801       | Peter Horry                          | 3250          |                   |
| Jasper megye       | Ridgeland     | 1912       | William Jasper                       | 1512          |                   |
| Kershaw megye      | Camden        | 1798       | Joseph B. Kershaw                    | 1916.602      |                   |
| Lancaster megye    | Lancaster     | 1798       |                                      | 1438          |                   |
| Laurens megye      | Laurens       | 1785-03-12 |                                      | 1875          |                   |
| Lee megye          | Bishopville   | 1902       | Robert E. Lee                        | 1065          |                   |
| Lexington megye    | Lexington     | 1804       | Battles of Lexington and Concord     | 1963          |                   |
| Marion megye       | Marion        | 1800       | Francis Marion                       | 1280          |                   |
| Marlboro megye     | Bennettsville | 1798       | John Churchill                       | 1257          |                   |
| McCormick megye    | McCormick     | 1914       | Cyrus McCormick                      | 1020          |                   |
| Newberry megye     | Newberry      | 1785       | Newbury bogyótermés                  | 1676          |                   |
| Oconee megye       | Walhalla      | 1868       |                                      | 1745          |                   |
| Orangeburg megye   | Orangeburg    | 1769       | V. Vilmos orániai herceg             | 2922          |                   |
| Pickens megye      | Pickens       | 1826       | Andrew Pickens                       | 1326          |                   |
| Richland megye     | Columbia      | 1785-03-12 |                                      | 1999          |                   |
| Saluda megye       | Saluda        | 1896       | Saluda River                         | 1196          |                   |
| Spartanburg megye  | Spartanburg   | 1785       |                                      | 2122          |                   |
| Sumter megye       | Sumter        | 1800       | Thomas Sumter                        | 1766          |                   |
| Union megye        | Union         | 1798       |                                      | 1336          |                   |
| Williamsburg megye | Kingstree     | 1804       | III. Vilmos angol király             | 937           |                   |
| York megye         | York          | 1798       |                                      | 696           |                   |